# Wolfgang von Bartels
Wolfgang von Bartels, né le 21 juillet 1883 à Hambourg et mort le 19 avril 1938 à Munich, est un compositeur allemand.

## Biographie
Né le 21 juillet 1883 de Hans von Bartels et Wanda von Bartels, Wolgang von Bartels fait ses études avec Anton Beer-Walbrunn à Munich, puis avec André Gedalge à Paris. Il devient ensuite critique musical à son retour à Munich.

## Œuvres
Si ses premières œuvres font preuve d'une influence impressionniste, il adopte ensuite un style plus éclectique. Il compose des mélodrames, des cycles de mélodies et des concertos.

### Mélodrames
- The Little Dream, d'après John Galsworthy (Manchester, 1911)
- Li-I-Lan (Kassel, 1918)

### Mélodies
- Li-Tai-Pe
- Baltic Songs
- Minnesänge

### Œuvres orchestrales
- Concerto pour violon
- Concerto pour alto

## Sources
- Nicolas Slonimsky, Alain Paris et Marie-Stella Paris, Dictionnaire biographique des musiciens, R. Laffont, 1995 (ISBN 2-221-06510-7, 978-2-221-06510-5 et 2-221-06787-8, OCLC 33096600, lire en ligne)